# Parapoynx villidalis
Parapoynx villidalis là một loài bướm đêm trong họ Crambidae.